# Astrophiuridae
Astrophiuridae (лат.) — семейство иглокожих из отряда Ophiurida класса офиур.

## Описание
Морские иглокожие. Диск округлый; высокий (выше уровня рук-лучей). Дорсальный диск без гранул; с первичными пластинами; без шипов и чешуек. Пластина спинного диска без бугорков. Форма лучей неразветвленная; длина менее 2-кр. диаметра диска; покрытие без гранул/шипов/бугорков. Гребни лучей отсутствуют. Дорсальная пластина лучей развита. Дополнительная дорсальная пластина лучей отсутствует. Имеется вентральная пластина руки.
- Astrophiura caroleae
- Ophiophycis guillei

## Классификация
Выделяют следующие родовые таксоны:
- Astrophiura Sladen, 1879 — 11 видов
- Ophiomisidium Koehler, 1914 — 9 видов
- Ophiophycis Koehler, 1901 — 6 видов